# Sleightholme Beck
Der Sleightholme Beck ist ein Wasserlauf in Cumbria und County Durham, England. Er entsteht aus dem Zusammenfluss von Great Wygill und Rea Gill. In seinem Oberlauf wird er zunächst als Ease Gill und dann als Whitestone Gill bezeichnet. Er fließt zunächst in östlicher Richtung und später in nordöstlicher Richtung. Vor seiner Mündung in den River Greta passiert er eine 100 m lange enge Schlucht im Kalkstein, die als The Troughs (deutsch: Die Tröge) bezeichnet wird.